# 틸라피아
틸라피아(영어: tilapia)는 중앙아프리카 나일강 유역이 원산지이며 열대성 담수 어류로 키클라과에 속하며, 낮은 용존산소와 담수에서 해수에 이르기까지 광범위한 염분 농도에도 잘 견디는 등 환경의 변화에 대하여 저항력이 강하며 맛도 좋아 전세계적으로 광범위한 양식 어종이다.

## 양식
틸라피아 중 대표적인 종인 나일 틸라피아(Oreochromis niloticus)는 비교적 대형이며, 성장이 빨라 열대 및 아열대 지역 뿐 아니라 대한민국에서도 양식 대상종으로 많이 쓰고있다. 부화된지 4 ~ 5개월 만에 성숙이 이루어지며, 번식력이 매우 강하다. 암컷은 수컷에 비해 성장률이 떨어져 수컷을 주로 양식한다.
양식할 때는 낮은 수온에 약해 일반적으로 노지 양식이 아닌 순환여과식 양식시스템을 이용한다. 대한민국에는 1955년 태국에서 도입되었다가 1980년대에 이후 생산량이 급격하게 늘어났다.

## 같이 보기
- 시클리드
  - 프론토사
  - 구관호
- 도미
- 초밥